# Sendero de los Apalaches
El Sendero de los Apalaches  (en inglés, Appalachian National Scenic Trail, o A.T.) es una ruta señalizada de senderismo de largo recorrido del este de los Estados Unidos que tiene una longitud de 3500 km. Se extiende desde la Montaña Springer en el estado de Georgia hasta el Monte Katahdin en Maine. También pasa por los estados de Carolina del Norte, Tennessee, Virginia, Virginia Occidental, Maryland, Pensilvania, Nueva Jersey, Nueva York, Connecticut, Massachusetts, Vermont y Nuevo Hampshire. En Canadá conecta con el Sendero Internacional de los Apalaches, cuya longitud es de 3100 km, que une el Monte Katahdin y el estrecho de Belle Isle (norte de Terranova) en la costa del Atlántico.
El mantenimiento del sendero es realizado por unos treinta clubes de senderismo y numerosas empresas asociadas. Su gestión corre a cargo del Servicio de Parques Nacionales y del Appalachian Trail Conservancy.
El Sendero de los Apalaches (AT) es muy conocido en Estados Unidos y Canadá. Muchos senderistas norteamericanos sueñan con recorrer el AT en su totalidad en una sola vez. Los que lo consiguen —muy pocos— son considerados como grandes figuras deportivas, y se los llama thru-hikers.

## Historia

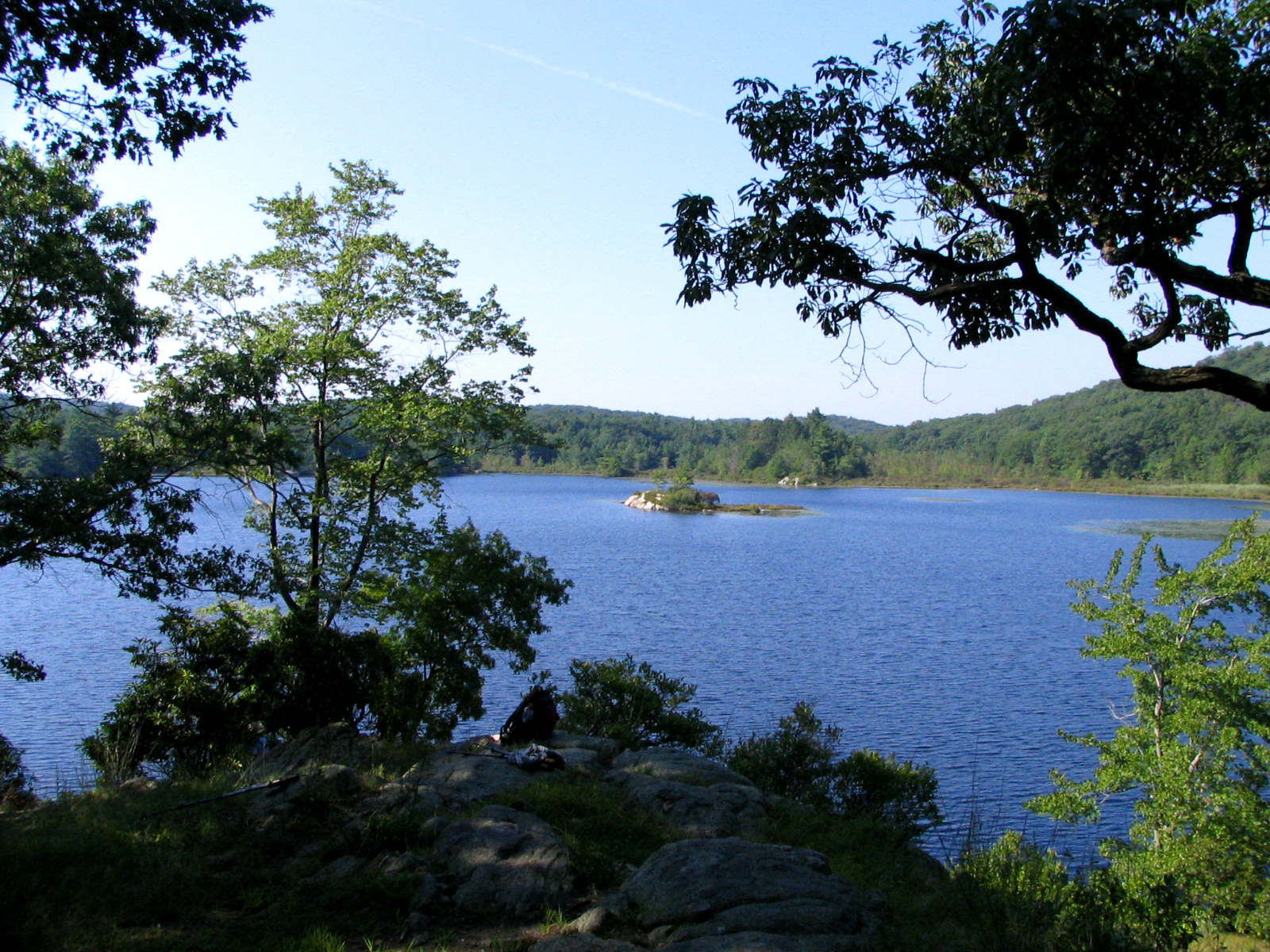
Island Pond, en el Parque Estatal Harriman.

La creación del sendero se debe a Benton MacKaye, un ingeniero forestal que, en 1921, concibió un recorrido grandioso que uniría, para los habitantes de las grandes ciudades, una serie de granjas, campos de trabajo y estudio de la naturaleza salvaje.
El 7 de octubre de 1923 se abre el primer tramo del sendero entre el Parque Estatal de Harriman (Harriman State Park) y Arden, ambos en el estado de Nueva York. En marzo de 1925 se crea en Washington D. C. el Appalachian Trail Conference, hoy llamada Appalachian Trail Conservancy (ATC).
En 1929, el juez retirado Arthur Perkins y un joven asociado de éste, Myron Avery, se unen a Ned Anderson, un agricultor de Connecticut, para cartografiar y prolongar el sendero desde Dover (estado de Nueva York) hasta Kent, Connecticut, y después a Bear Mountain, en la frontera con Massachusetts.